# 塞尔丘克·伊南
塞尔丘克·伊南（土耳其語：Selçuk İnan，1985年2月10日—）是土耳其的職業足球運動員，司職中場。

## 外部連結
- 塞尔丘克·伊南在 National-Football-Teams.com 上的出场纪录
- Statistics （页面存档备份，存于） at TFF.org （土耳其文）
- 塞尔丘克·伊南－UEFA國際賽競賽紀錄
- 塞尔丘克·伊南 – FIFA國際賽競賽紀錄 (存檔)
- Profile （页面存档备份，存于） at Galatasaray.org